# Чистостем
Чистосте́м (рос. Чистостем) — присілок у складі Увинського району Удмуртії, Росія.

## Населення
Населення — 352 особи (2010; 394 в 2002).
Національний склад станом на 2002 рік:
- удмурти — 61 %
- росіяни — 35 %

## Урбаноніми[3]
- вулиці — Лісова, Миру, Молодіжна, Радянська, Центральна